# Chris Hadfield
Chris Austin Hadfield, född 29 augusti 1959 i Sarnia i Ontario, är en kanadensisk astronaut och tidigare pilot. Han var den första kanadensaren som gjorde en rymdpromenad.

## Space Oddity
Hadfield uppmärksammades internationellt efter att han gjort en video där han sjunger David Bowies Space Oddity på rymdstationen ISS.

## Rymdfärder

### STS-74
Genom flygningen blev han den enda kanadensaren att besöka den ryska rymdstationen Mir.

### STS-100
Han tjänstgjorde som Mission Specialist 1 under flygning. Han genomförde två rymdpromenader. Under flygningen installerades Canadarm2 på ISS.

### Expedition 34/35
Under Expedition 35-delen av flygningen blev Hadfield den förste kanadensaren att föra befäl på rymdstationen.

## Eftermäle
Asteroiden 14143 Hadfield är uppkallad efter honom.